# Chiesa di Santa Maria (Campi Bisenzio)
La chiesa di Santa Maria a Campi è un luogo di culto cattolico di rito latino del comune di Campi Bisenzio (FI). 
La chiesa parrocchiale si trova nel centro storico dell'omonimo quartiere, situato nella parte occidentale del comune, oltre il fiume Bisenzio.

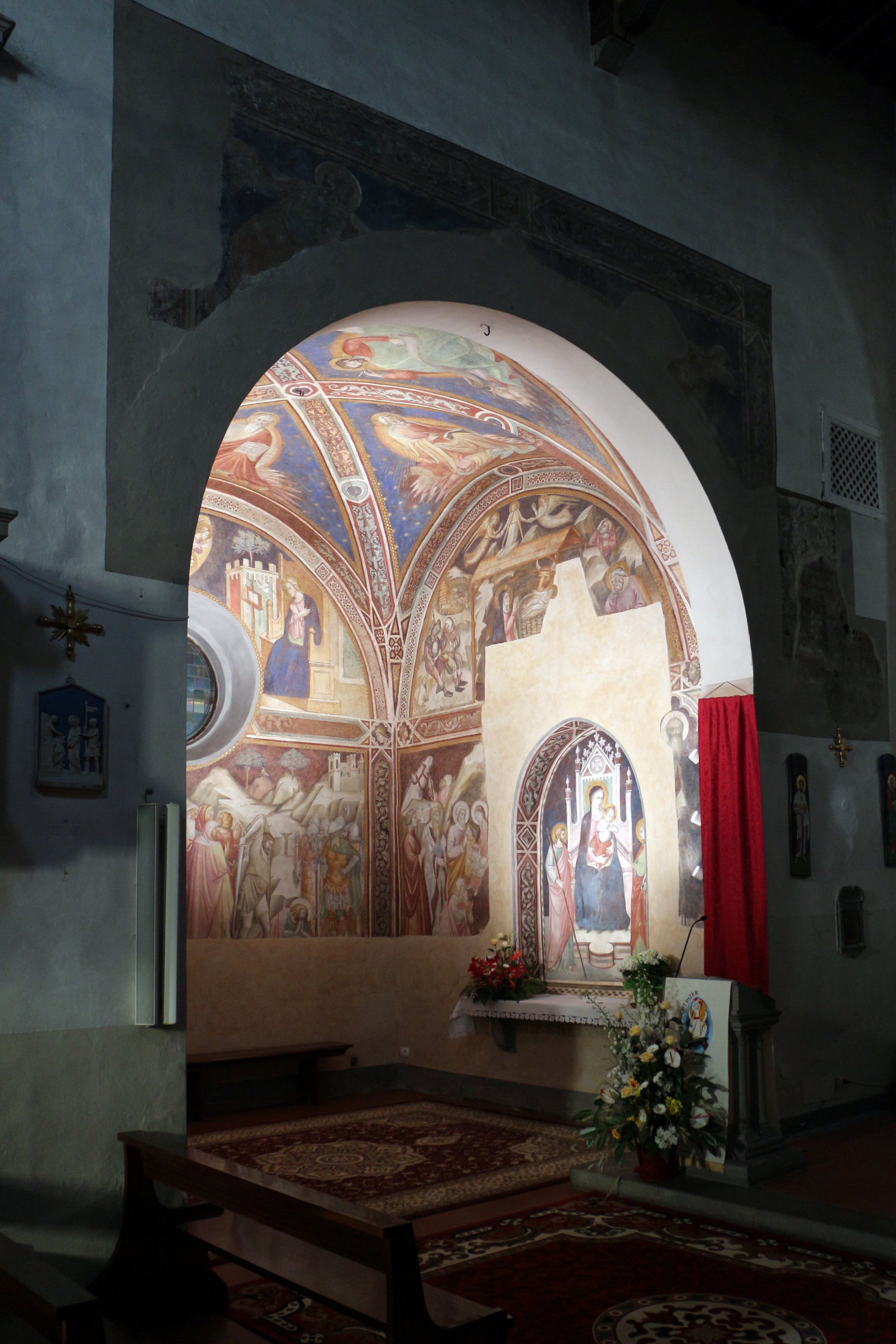
Mariotto di Cristofano, cappella di San Jacopo e dell'infanzia di Cristo, 1420-40 ca.

## Storia
Le origini della chiesa datano all'XI secolo, anche se di tale antichità restano pochissime tracce, a causa dei numerosi rifacimenti a cui il primitivo edificio fu sottoposto e per le vicende storiche, tanto che nel XIV secolo, dopo alcuni saccheggi e devastazioni, l'edificio fu ricostruito in un'altra collocazione.
Santa Maria a Campi conserva al suo interno diverse testimonianze artistiche di buon pregio come una Madonna con Bambino e santi di scuola fiorentina (fine XIV secolo); la Cappella di San Jacopo, completamente affrescata verso il 1420-1440 circa forse da Mariotto di Cristofano, un Crocifisso ligneo del XV secolo, per cui sono stati fatti i nomi di Benedetto da Maiano e di Baccio da Montelupo, tele seicentesche di Domenico Masuoli (Visitazione, firmata e datata 1625) e Giovanni Gargiolli.
Da diversi anni la Chiesa è punto di riferimento per la numerosa comunità cattolica albanese (arbëreshe e shqipëtare) residente da tempo a Campi Bisenzio e nei dintorni di Firenze, e vi si tiene regolarmente la messa in lingua albanese.